# Пластир (нафтовидобуток)
Пластир (рос. пластырь; англ. patch; нім. Lecksegel n) — у нафтовидобутку — тонкостінна оболонка у вигляді гільзи (труби) з поздовжніми гофрами (зім'яттями), яку після опускання у свердловину в інтервал пошкодження (дефекту) обсадної колони труб за допомогою пристрою дорн розправляють до щільного контактування з обсадною колоною і приклеюють (чи цементують). Робота пристрою ґрунтується на розширенні поздовжньо гофрованої труби. Цим усувається приплив рідини у свердловину через дефект у колоні.